# Burnswark Hill

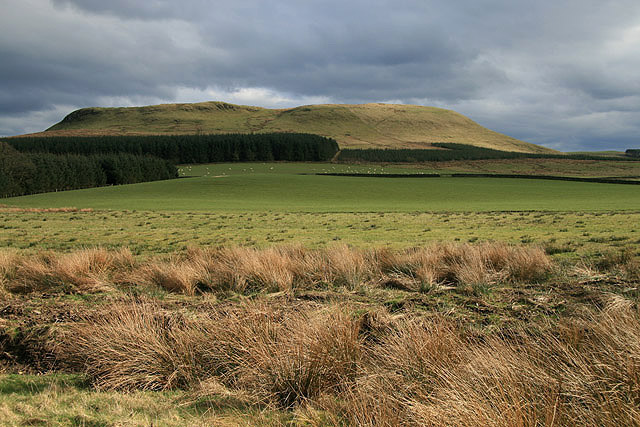
Vista de Burnswark Hill.

Burnswark Hill es un promontorio ubicado entre Ecclefechan y Lockerbie, localidades de la región escocesa de Dumfries and Galloway. Representa una evidencia geológica sucinta y prominente de la interrupción de la deposición de sedimentos por erupción de lava seguida por flujos de basalto. Esta actividad geológica del período Carbonífero aseguraría que unos 300 millones de años después, la ubicación proporcionara un sitio ideal para el posicionamiento estratégico de un castro de la Edad del Hierro, que ocupa alrededor de 7 hectáreas.
El castro de la Edad del Hierro, claramente observable en el paisaje, está acompañado por evidencia de un mojón de entierro anterior de la Edad del Bronce, campamentos romanos y un potencial fortín, recintos que datan del período medieval. La zona fue escenario del llamado asedio de Burnswark, durante la conquista romana de Britania. Alberga así mismo una posible batería de la revolución inglesa y una estación de triangulación de la Ordnance Survey.

## Asedio de Burnswark
El asedio de Burnswark Hill fue una batalla por el control del castro que se ubicaba en la zona, conformada dentro de la antigua Caledonia entre la tribu defensora de los selgovae de Caledonia y las legiones romanas que participaron en la conquista de las Tierras Bajas de Escocia por Quinto Lolio Úrbico. El asedio tuvo lugar en la actual Burnswark (o Burnswark Hill), al suroeste de Escocia, cerca de Lockerbie, resultando victoria romana.
Poco se sabe sobre la batalla real a partir de textos históricos, salvo de su contexto, que ha sido bien documentado. Gran parte de lo que se conoce, incluidas las posiciones y los movimientos de las tropas, se ha extraído del trabajo arqueológico en el lugar de la batalla.
Tras la muerte del emperador Adriano, Antonino Pío ascendió al trono imperial y se movió rápidamente para revertir el sistema de límites imperiales establecido por su predecesor. Después de su derrota contra los brigantes en el año 139, Quinto Lolio Úrbico, el gobernador romano de Britania, recibió la orden de Antonio Pío de marchar al norte del Muro de Adriano para conquistar las Tierras Bajas de Caledonia, donde estaban establecidos tribus como los votadini, selgovae, damnonii y los novantae, y empujar la frontera más al norte. Lolio Úrbico movió tres legiones a su posición inicialmente estableciendo sus rutas de suministro desde Coria y Bremenium, movilizando tres legiones: la Legio II Augusta de Caerleon, la Legio VI Victrix de Eboracum y la Legio XX Valeria Victrix de Deva Victrix entre los años 139-140, movilizando cerca de 16 000 soldados más allá del Muro de Adriano.
Los selgovae, establecidos en las regiones de lo que hoy es Kirkcudbrightshire y Dumfriesshire, inmediatamente al noroeste del Muro de Adriano, estuvieron entre las primeras tribus de Caledonia en enfrentarse a las legiones de Lolio Úrbico, junto con los otadini. Los romanos, versados en la guerra en terrenos montañosos, se movieron rápidamente para ocupar puntos estratégicos y terrenos elevados, algunos de los cuales ya habían sido fortificados por los caledonios con castros. Uno de esos fuertes de la colina se encontraba en la actual Burnswark, que estaba estratégicamente ubicado al mando de la ruta occidental hacia el norte más allá de Caledonia.
Las fuerzas romanas establecieron posiciones alrededor del fuerte de la colina y montaron sendos campamentos a cada lado del fuerte para aislarlo de manera efectiva. Se cree que estos campamentos romanos albergaban alrededor de 6 000 soldados compuestos por legiones y tropas auxiliares. Mientras que los defensores habrían estado armados solo con armas simples, espadas y escudos, los romanos tenían armas de asedio complejas y hacían un uso extensivo de honderos con efectos letales. Se cree que los defensores del castro fueron aniquilados casi por completo.